# Orvault
Orvault (bretonsko Orvez) je severozahodno predmestje Nantesa in občina v zahodnem francoskem departmaju Loire-Atlantique regije Loire. Leta 1999 je naselje imelo 23.554 prebivalcev.

## Geografija
Naselje se nahaja na severozahodnem obrobju Nantesa ob reki Le Cens; je njegovo četrto največje predmestje.

## Administracija
Orvault je sedež istoimenskega kantona, v katerega je poleg njegove vključena še občina Sautron s 30.378 prebivalci. Kanton je sestavni del okrožja Nantes.

## Pobratena mesta
- Heusweiler (Nemčija),
- Tredegar (Wales, Združeno kraljestvo).